# Sylvie Levecq
Sylvie Levecq est une athlète française née le 5 décembre 1962 à Lille, spécialisée dans le pentathlon.
Elle est championne de France en salle de pentathlon en 1984 et en 1985.
Elle est la fille de l'haltérophile Roger Levecq.